# Carl Johansson (1856–1940)

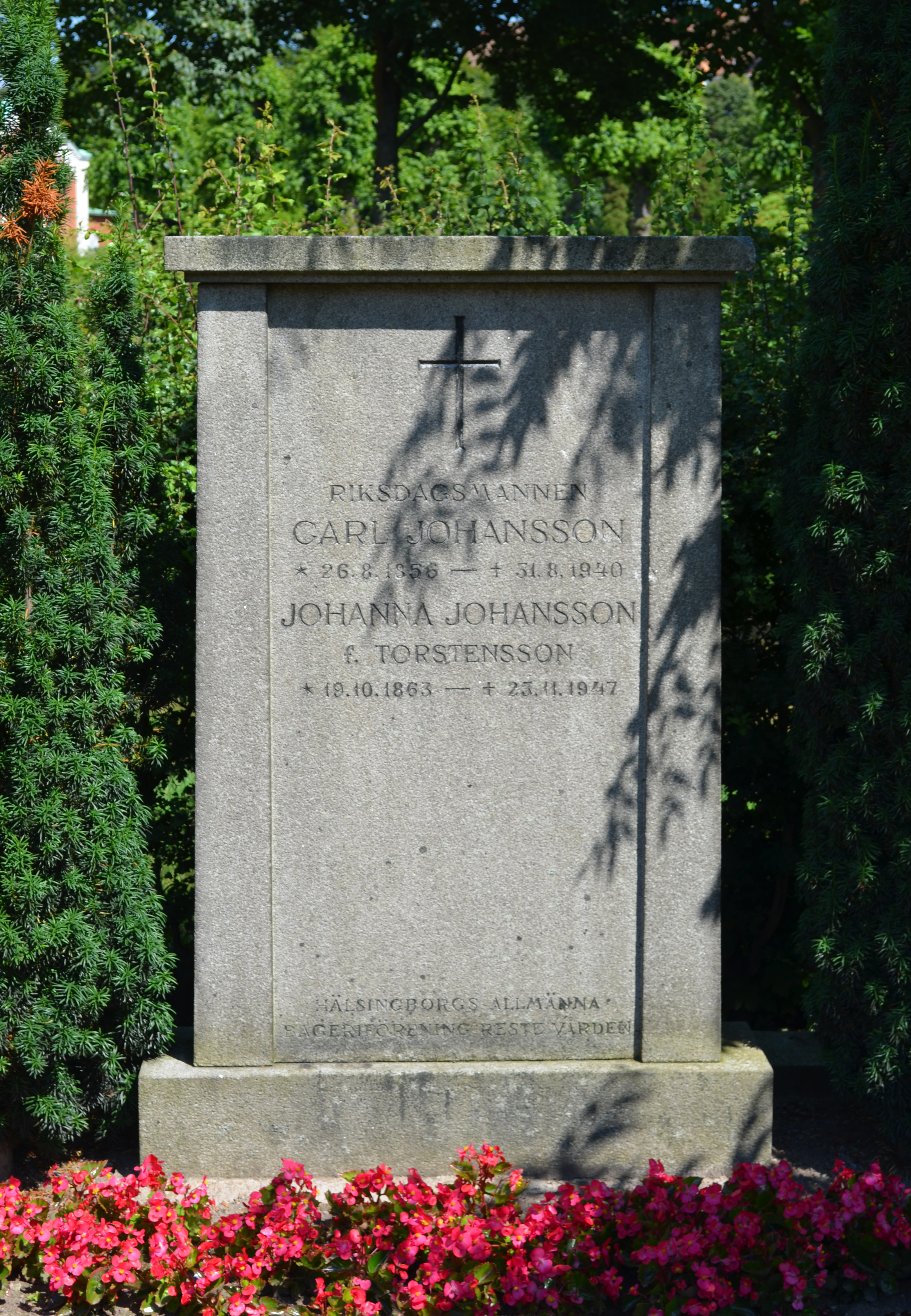
Carl Johanssons grav på Donationskyrkogården i Helsingborg.

Carl Johansson, född 26 augusti 1856 i Rya socken, död 31 augusti 1940 i Helsingborg, var en svensk riksdagsman och socialdemokratisk politiker. Han var den förste socialdemokraten att bli invald i Helsingborgs stadsfullmäktige 1899, blev sedan stadsfullmäktiges ordförande 1919–30 och satt i Sveriges riksdag mellan 1921 och 1929.

## Biografi
Johansson kom till Helsingborg som träarbetare och var under 1890-talet ordförande i Helsingborgs träarbetareförening och var genom detta med om att bilda Svenska träarbetareförbundet 1889. Innan dess hade han också varit med om att bilda Helsingborgs Allmänna Bageriförening, även kallad Ettan, då fler bageriföreningar snart bildades i staden. Han blev också en förgrundsfigur inom koloniträdgårdsrörelsen i staden och var med om att bilda Helsingborgs första koloniträdgårdsförening.
Han kom att bli allt mer inblandad i stadens arbetarrörelse och därigenom även i dess politik. På grund av det gällande valsystemet saknade dock arbetarrörelsen tillräckliga antalet röster för att kunna välja in en representant i stadsfullmäktige. En grupp etablerade fullmäktigeledamöter med Oscar Trapp i täten ansåg dock att arbetarrörelsen borde ha en representant i fullmäktige och tog kontakt med Johansson om denne var intresserad av att ställa upp med de borgerligas stöd. Efter att ha konsulterat med övriga representanter i arbetarrörelsen godtog Johansson erbjudandet och vid ett fyllnadsval 1899 valdes han in som socialdemokraternas första ledamot i stadsfullmäktige. Han blev även den första socialdemokratiska stadsfullmäktigeledamoten i Sverige. Under sin första tid i fullmäktige kom Johansson också att samarbeta mycket med Trapp, bland annat i frågan om införandet av en arbetsförmedling i staden 1902. Denna blev Sveriges första och som föreståndare utsågs Johansson. Under första världskriget satt han även i Helsingborgs stads livsmedelskommission.
Efter den allmänna rösträttens införande blev Socialdemokraterna det största partiet i stadsfullmäktige i valet 1919 och efter valet 1920 fick man även egen majoritet. Johansson kom därefter att utses till stadsfullmäktiges ordförande. Året därefter valdes han även in i Första kammaren i Sveriges riksdag. Han kom att sitta som stadsfullmäktiges ordförande i nära 20 år, fram till 1930, då han vid en ålder av 74 år drog sig tillbaka från politiken. Johansson avled 1940 och hans gravvård återfinns på Donationskyrkogården i Helsingborg.